# Anders Jonsson i Sundsbyn
Anders Jonsson (i riksdagen kallad Jonsson i Sundsbyn), född 6 augusti 1807 i Blomskogs socken, död där 26 februari 1871, var en svensk lantbrukare och politiker.
Anders Jonsson, som kom från en bondefamilj, var lantbrukare i Sundsbyn i Blomskog där han också var kommunalstämmans ordförande. Han var riksdagsledamot för bondeståndet i Nordmarks härad vid ståndsriksdagarna 1856/58, 1859/60, 1862/63 och 1865/66 samt i andra kammaren för Nordmarks härads valkrets 1867–1869. I andra kammaren tillhörde han Lantmannapartiet 1867 men övergick 1868 till Nyliberala partiet. Som riksdagsledamot engagerade han sig för landsbygdens frågor och för ökat lokalt självstyre i landstingen.